# Expedició de Magalhães-Elcano

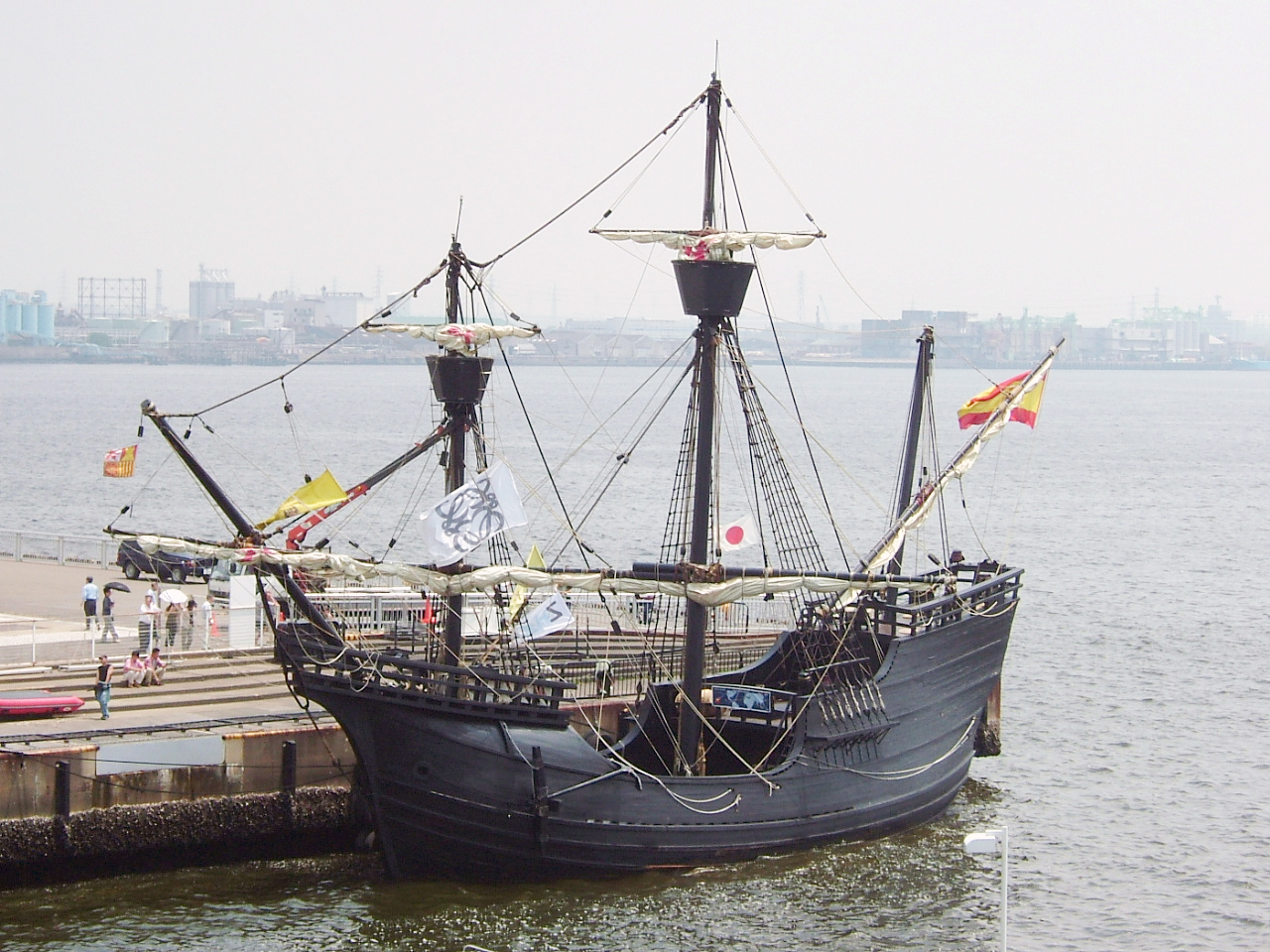
Rèplica de la Nau Victoria.

L'Expedició de Magalhães-Elcano va ser una expedició marítima comandada per Fernão de Magalhães i, després de la seva mort, per Juan Sebastián Elcano. Fou finançada per la corona espanyola i és coneguda per haver estat la primera circumnavegació reeixida del planeta. L'expedició salpà de Sanlúcar de Barrameda el 10 d'agost de 1519 i hi tornà el 6 de setembre de 1522, dos dies abans de desembarcar finalment a Sevilla.

## Capitulacions de Barcelona

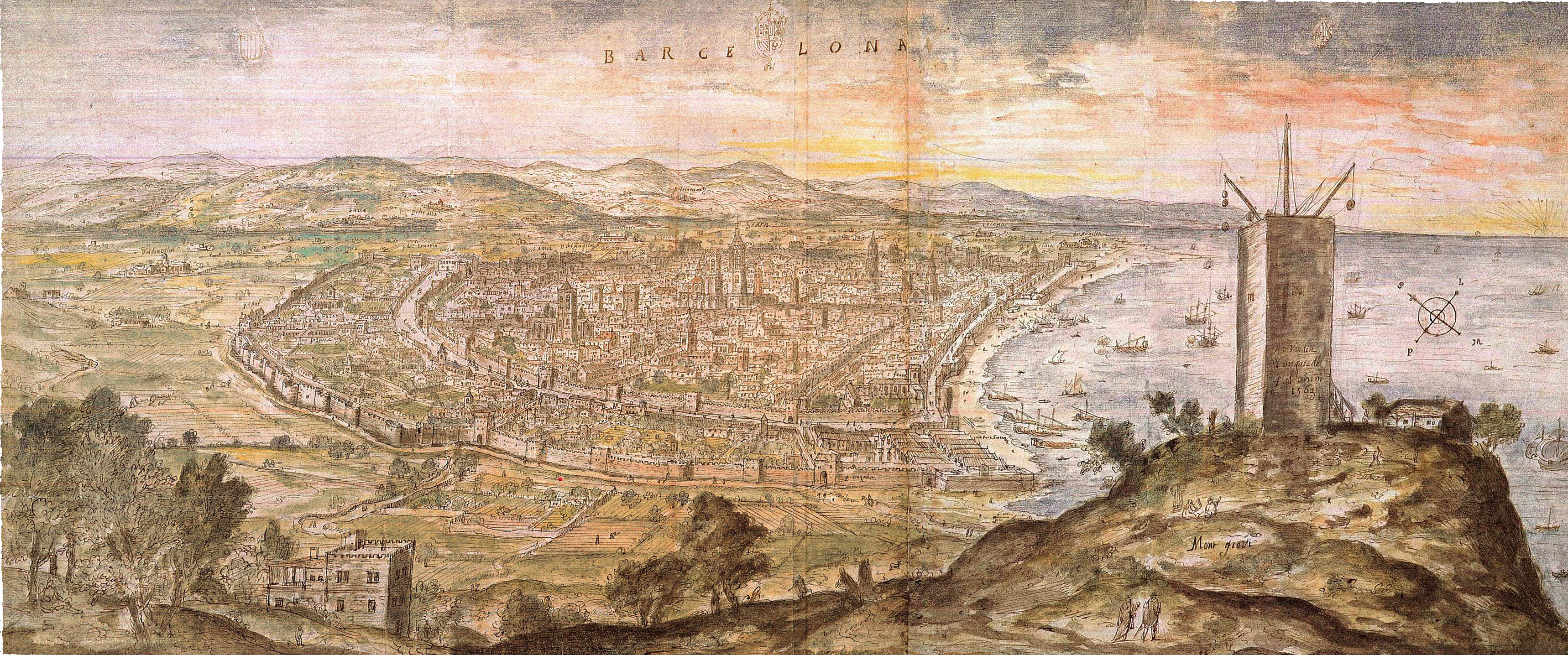
Barcelona 1563

Davant el fracàs que va tenir en exposar els seus propòsits al rei de Portugal, Magalhães va decidir anar a Espanya per exposar al jove rei i futur Emperador Carles V (i primer d'Espanya) el seu audaç projecte. La trobada fou a Molins de Rei, on es trobava l'emperador per la reunió del capítol del Toisó d'Or. Un cop acceptat el seu projecte el 22 de març de 1519 es van signar unes capitulacions a Barcelona en les quals se li atorgava el títol de governador i "Adelantado" de totes les terres que descobrís. El seu secretari Maximilianus Transilvanus certifica que el rei es trobava a Molins de Rei en aquelles dates.
- LEGATIO MOLENDINO REGIO (1520): Legatio ad sacratissimum ac invictum Caesarem divum Carolum .... ab reverendissimis et illustrissimis principibus ... qua functus est ...Federicus comes palatinus in Molendino regio ..

- DE MOLUCCIS INSULIS (1522): Maximiliani Transiluani Caesaris a secretis epistola, de admirabili & novissima hispanorum in orientem navigatione, que auriae, & nulli prius accessae regiones sunt, cum ipsis etia moluccis

ANTONIO DE PIGAFETTA"Prima relazzione del viaggio intorno al mondo" - (1525-1800)
- "Mi partii con molte lettere di favore da la città de Barsalonna dove allora resideva sua maestà"[4]
- No publica part de "Prima relazzione del viaggio intorno al mondo" fins al 1525, però tota sencera fins a l'edició de Carlo Moretti (París - 1800)

Pigafetta relata:
| «                                            | "Avendo inteso che allora se era preparata una armata in la città di Siviglia, che era de cinque nave, per andare a scoprire la spezieria nelle isole di Maluco, de la quale era capitanio generale Fernando de Magaglianes, gentiluomo portoghese, ed era commendatore di Santo Jacobo de la Spada, [che] più volte con molte sue laudi aveva peregrato in diverse guise lo Mar Oceano, mi partii con molte lettere di favore da la città de Barsalonna dove allora resideva sua maestà, e sopra una nave passai sino Malega, onde, pigliando il cammino per terra, giunsi a Siviglia...". | » |
| — Antonio Pigafetta. Cronista de l'expedició | |   |

## El Viatge

### Inici del viatge
| Nau         | Tonatge | Tripulació |
| ----------- | ------- | ---------- |
| Trinidad    | 110     | 55         |
| San Antonio | 120     | 60         |
| Concepción  | 90      | 45         |
| Victoria    | 85      | 42         |
| Santiago    | 75      | 32         |
| Total: 234  |         |            |

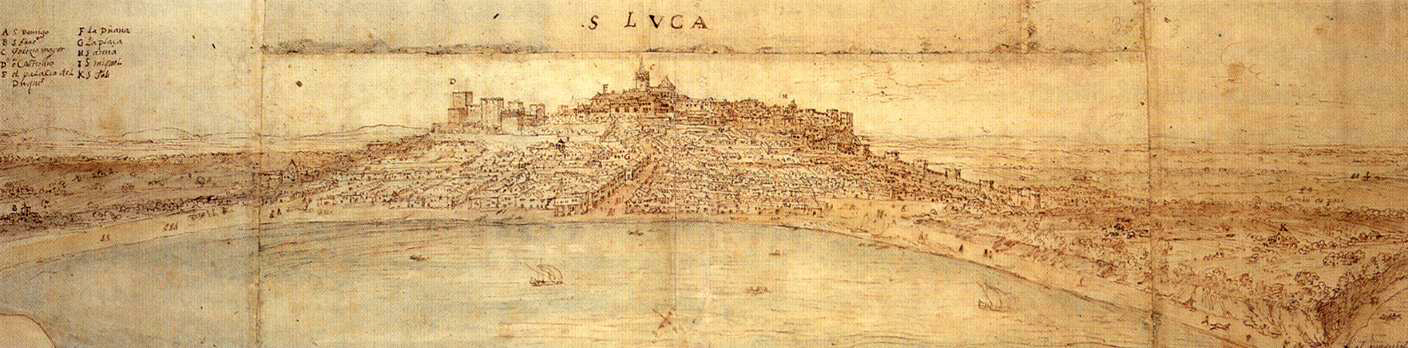
Vista de Sanlúcar el 1567, dibuixada per Antoni de les Vinyes.

La flota va sortir de Sevilla el 10 d'agost de 1519 però va haver d'esperar fins al 20 de setembre de 1519 per hissar les veles i deixar Sanlúcar de Barrameda, amb 234 homes en cinc vaixells: el Trinidad, vaixell insígnia comandat per Magalhães, el San Antonio comandat per Juan de Cartagena, on hi anava com a pilot Francesc Albó de Rodes del qual ha quedat el seu diari conegut com: Derrotero de Albo), el Concepción comandat per Gaspar de Quesada i en el que hi anava Juan Sebastián Elcano com a pilot, (però del que no ha transcendit ni una ratlla del seu diari), el Santiago dirigit per Juan Serrano i la Victoria capitanejada per Luis Mendoza. La tripulació es componia d'homes de diverses nacions. Paul Teyssier va escriure: "a més dels espanyols, hi havia també portuguesos, italians, grecs i fins i tot francesos. En certa forma podem parlar d'un equip europeu".
L'intenció era trobar un pas marítim cap a les Índies Orientals recorrent sempre mars castellans, segons el Tractat de Tordesillas, i buscar un camí que arribés a les illes de les Espècies. Aquesta ruta, anomenada ruta cap a l'oest, ja havia estat buscada sense èxit per Cristòfor Colom.
El 13 de desembre arribaren a la badia del que en l'actualitat és Rio de Janeiro. Després passaren pel riu de la Plata, el març de 1520 i la badia San Julián, que van explorar a la recerca d'un possible pas. Veient que allà no hi havia comunicació possible amb el Mar del Sud continuaren resseguint la costa de la Patagònia, fins que el 31 de març de 1520 la flota es va refugiar en un estuari protegit que anomenaren Port de San Julián.

### Sublevació durant la hivernada

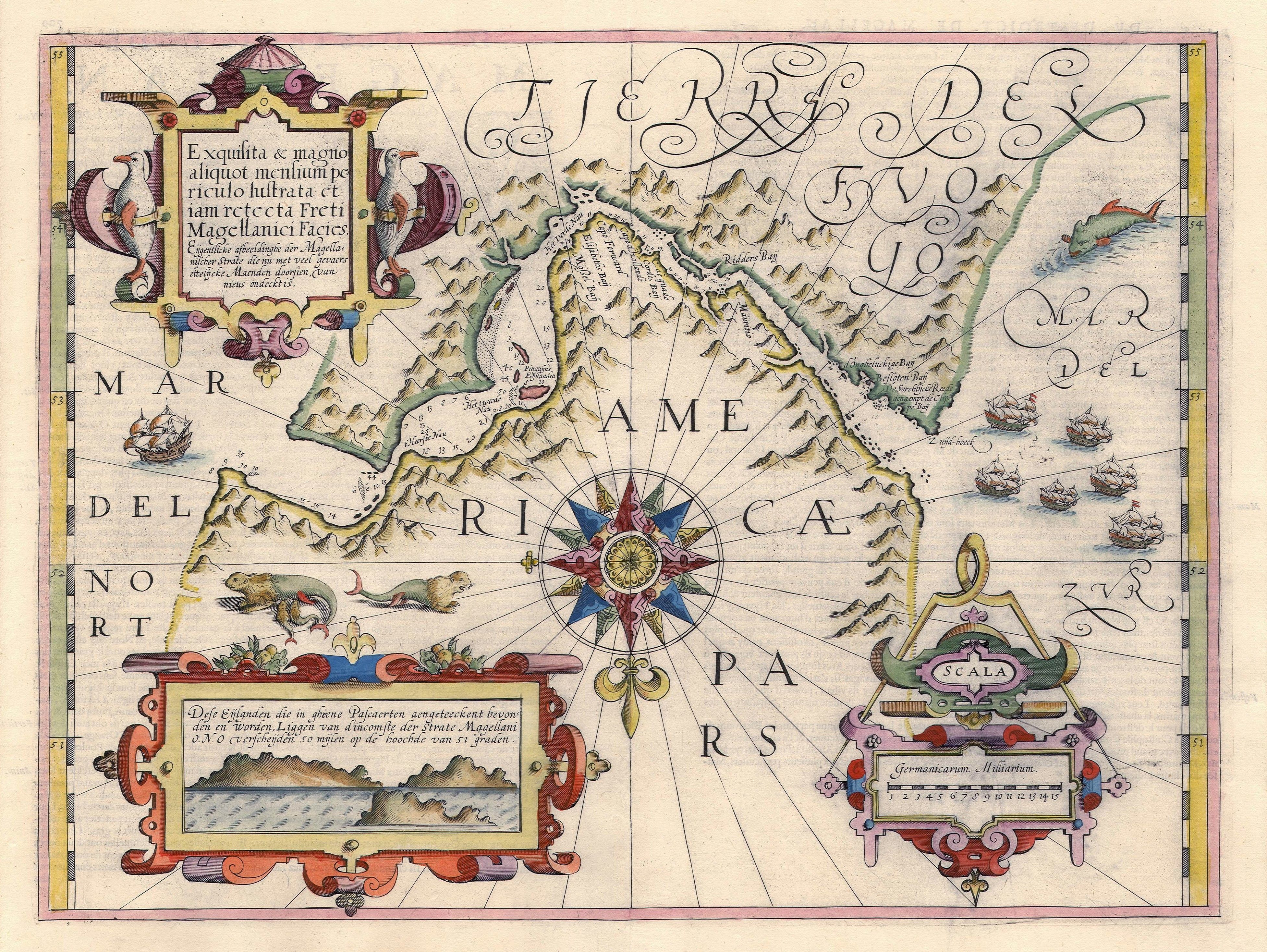
Estret de Magallanes (Mapa de Jodocus Hondius).

Mentre hivernaven al Port de San Julián tingué lloc "el motí de Pasqua" del que Magalhães se'n va ensortir, però amb greus conseqüències. El motí va esclatar l'1 d'abril sota la direcció de Juan de Cartagena, Luis Mendoza i Gaspar de Quesada, per la preocupació que tenia tothom sobre com s'estava desenvolupant el viatge, ja que es posava en dubte l'existència d'un pas cap a l'oest i en especial de les seves possibilitats de supervivència en aquelles regions fredes i desèrtiques. Magalhães i els mariners que li varen ser fidels aconseguiren hàbilment desfer-se dels amotinats. Mendoza va ser assassinat per l'algutzir Gonzalo Gómez de Espinosa; Quesada va ser executat; Cartagena i el sacerdot Pere Sánchez de la Reina foren abandonats a la costa amb una espasa i una mica de pa. La pena de mort a la qual foren condemnats els altres quaranta amotinats, entre ells Juan Sebastián Elcano, fou finalment commutada. Alguns, com el cosmògraf Andrés San Martín, va ser sotmès la dolorosa tortura de la corriola. La clemència de Magalhães no és sorprenent, ja que li calien tots els homes possibles per continuar el seu viatge.
| «              | "Com continuar el viatge, si en virtut de la llei, s'ha d'executar una cinquena part de la seva tripulació? En aquestes regions inhòspites, a milers de quilòmetres d'Espanya, no es podia privar d'un centenar d'armes." | » |
| — Stefan Zweig | |   |

### Descobriment de l'estret de Magallanes

Mapa que mostra la ruta dels vaixells a l'estret

Durant l'estiu (hivern a l'hemisferi nord), Magalhães va decidir enviar un dels seus vaixells en reconeixement de trobar el pas que conduís cap a la costa oest americana, a l'oceà Pacífic. En aquest procés el Santiago va naufragar el 3 de maig de 1520. Tres mesos més tard, Magalhães va decidir anar cap al sud amb els quatre vaixells restants. El 21 d'octubre de 1520 Magalhães va veure un cap que va anomenar cap Vírgenes, el punt que marcava l'entrada de l'estret. En aquest instant va començar l'exploració per descobrir un pas cap a occident i en la qual van dedicar més d'un mes en localitzar. No serà fins un mes després quan finalment aconsegueix creuar l'estret, inicialment anomenat "Canal de Tots els Sants", però ràpidament rebatejat com a Estret de Magallanes en honor de l'explorador. En el laberint de fiords, envoltat de penya-segats "amenaçant" les aigües "perdudes", les històries indiquen que els mariners varen observar moltes fumeres a l'interior: la Tierra del Humo que varen reflectir els mapes posteriors del viatge com a Terra del Foc.
Al centre de l'estret, Esteban Gómez pilot del San Antonio, es va rebel·lar amb els seus homes i empresonà el capità Álvaro de Mesquita, cosí de Magalhães, va desertar va donar la volta dirigint-se cap a la península amb la seva càrrega d'aliments i béns per a bescanviar. Després de creuar l'Atlàntic, el vaixell arribà a Sevilla el 6 de maig de 1521 amb 55 homes a bord.

### Illes dels Lladres
El 21 novembre 1520 solcava l'expedició, per primera vegada, aquell Mar del Sud que, per seré i tranquil va rebre el nom de Pacífic. Amb només tres naus es va aventurar l'esquadra per aquell immens oceà. La mala sort de Magalhães va voler que en el llarg camí de tres mesos entre l'estret de Magallanes i les illes Moluques no descobrís cap punt de terra ferma, de manera que la fam i l'escorbut van assotar la tripulació, fins al punt que es pagaven quantioses monedes per una simple rata per menjar. L'aigua es va podrir i els homes menjaven fins i tot cuir reblanit i serradures.
| «                                            | "La galeta que menjàvem ja no era pa sinó una pols plena de cucs que havien devorat tota la seva substància. A més, tenia una olor fètida insuportable perquè estava impregnada dels orins de les rates. L'aigua que bevíem era pútrida i pudent. Per no morir de gana ens hem vist obligats a menjar els trossos de pell de vaca que cobrien el pal major, per tal que les cordes no es facin malbé contra la fusta... Molt sovint estàvem reduïts a alimentar-nos de serradures; i les rates, tan repugnants per l'home, s'havien tornat un aliment tan buscat, que es pagava fins a mig ducat per cadascuna d'elles... I no era tot. La nostra més gran desgràcia va arribar quan ens vam veure atacats per una espècie de malaltia que ens inflava les mandíbules fins que les nostres dents quedaven amagades...". | » |
| — Antonio Pigafetta. Cronista de l'expedició | |   |

Ja a les illes Moluques, el 6 de març de 1521, quan la tripulació estava delmada per la fam, van abordar l'illa de Guaján, pertanyent a les actuals Illes Marianes i que ells van anomenar Illes dels Lladres.

### Illes Filipines

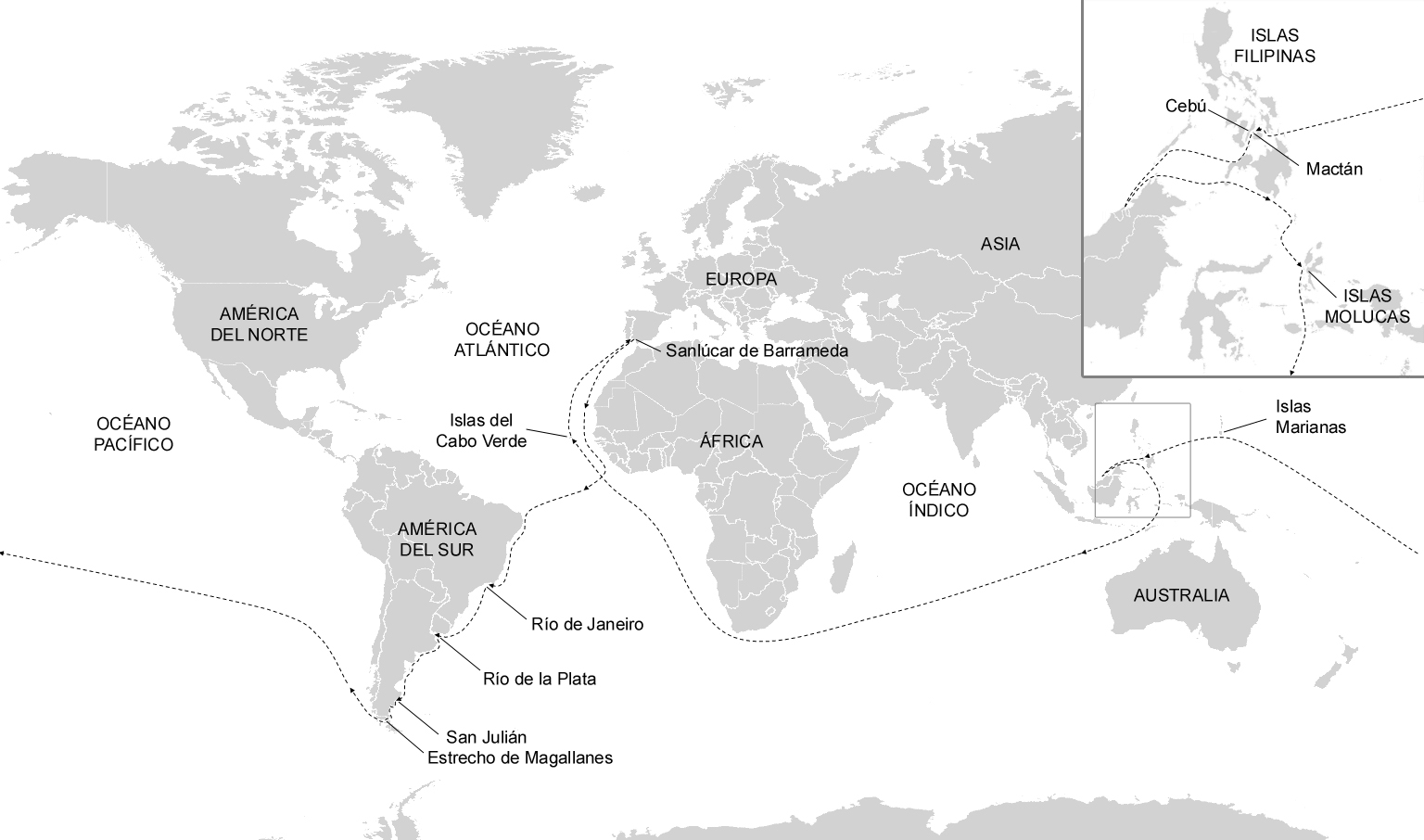
Tot i que Fernão de Magalhães no va intentar circunavegar el món i morí a meitat de camí és, sovint, més recordat que Elcano.

El 16 de març van arribar a Samar, cosa que va significar el descobriment de les illes Filipines, que Magalhães anomenà San Lázaro. Lapu-Lapu, rei de la petita illa de Mactan davant de Cebú, es negà a sotmetre's als invasors. Magalhães va encapçalar una expedició contra ell comptant que amb seixanta homes amb armadura i fusells es podia conquerir als indígenes nus i trenta vegades més nombrosos. Magalhães va caure, junt amb sis dels seus companys, el 27 d'abril de 1521. La crònica d'Antonio Pigafetta proporciona informació essencial sobre aquest episodi: els guerrers de Lapu-Lapu havien fet ells mateixos uns escuts de fusta molt dura resistents als mosquets, armats amb fletxes enverinades amb un verí d'un efecte gairebé immediat.
Quatre dies més tard, l'1 de maig, el rei de Cebú va tendir una emboscada als nouvinguts en un sopar durant el qual volia donar als oficials de la flota "joies i presents que havia promès enviar al Rei d'Espanya", en paraules de Pigafetta. En aquesta emboscada moriren el successor de Magalhães, Duarte Barbosa i 30 dels seus homes. Segons Pedro Mártir de Anglería l'origen d'aquesta venjança estaria relacionada amb la violació de dones. Els que es van quedar a bord dels vaixells fondejats varen fugir. Segons el testimoni ocular d'Antonio Pigafetta va ser Enric, el criat de Magalhães, un natiu de les illes que parlava portuguès el que va trair els seus companys i es va unir al rei de Cebú, Humabon. De fet, en el seu testament, Magalhães havia estipulat que a la seva mort, el seu fidel servidor hauria de ser alliberat, però el gendre de Magalhães, Duarte Barbosa, va impedir-ho.
La resta de l'expedició va carregar d'espècies les naus Victoria i Trinitat i cremaren la Concepció per manca de tripulació per pilotar-la.

### Juan Sebastián Elcano

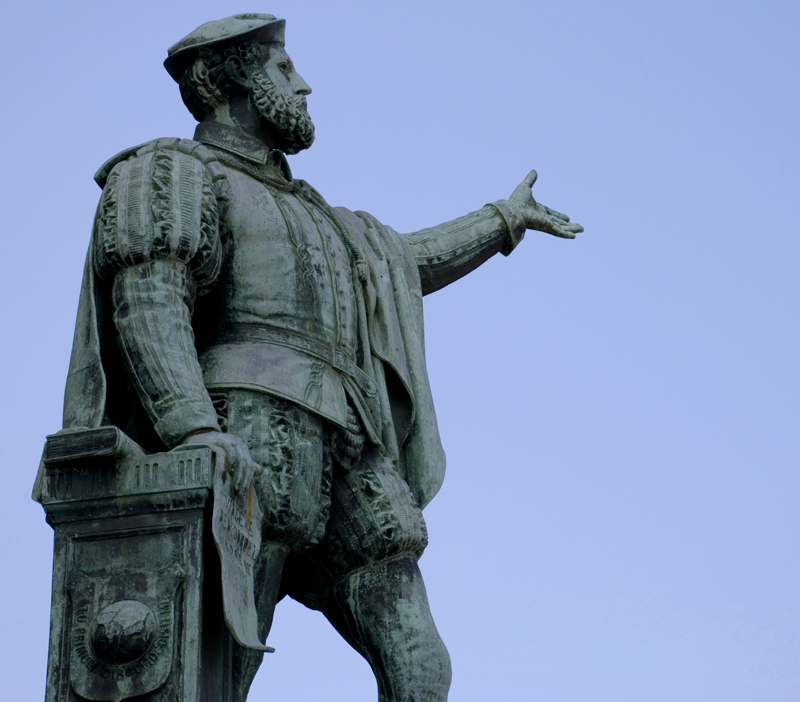
Estàtua de Juan Sebastián Elcano a Getaria.

Al capdavant de la nau Victoria es va posar de capità Juan Sebastián Elcano, que després d'arribar a les illes Moluques, objecte del viatge, va emprendre el retorn a Espanya. La Trinitat navegava malament i es va quedar al port de Tidore per ser reparada i emprengué el viatge de tornada travessant el Pacífic fins a Panamà.
Elcano, al comandament de la Victoria, sense mitjans i amb una sola nau, va tornar per mars portuguesos, el camí més conegut, amb terres on aprovisionar-se, i intentant esquivar ports i flotes portuguesos. Arribà a Sanlúcar de Barrameda el 6 de setembre de 1522 i a Sevilla el 8 de setembre. La càrrega d'espècies que va portar a la nau Victoria va cobrir amb escreix les despeses de tota l'expedició.

## Pèrdues humanes
Dels 234 homes que van partir el 1519 sota el comandament de Fernão de Magalhães sols 18 van tornar a casa a les ordres d'Elcano, després d'haver superat temporals, fam i privacions. Quatre homes més, pertanyents a la Trinitat, que havia fet una ruta de tornada diferent des de les Filipines, van arribar a Espanya el 1525.

### Supervivents de l'expedició

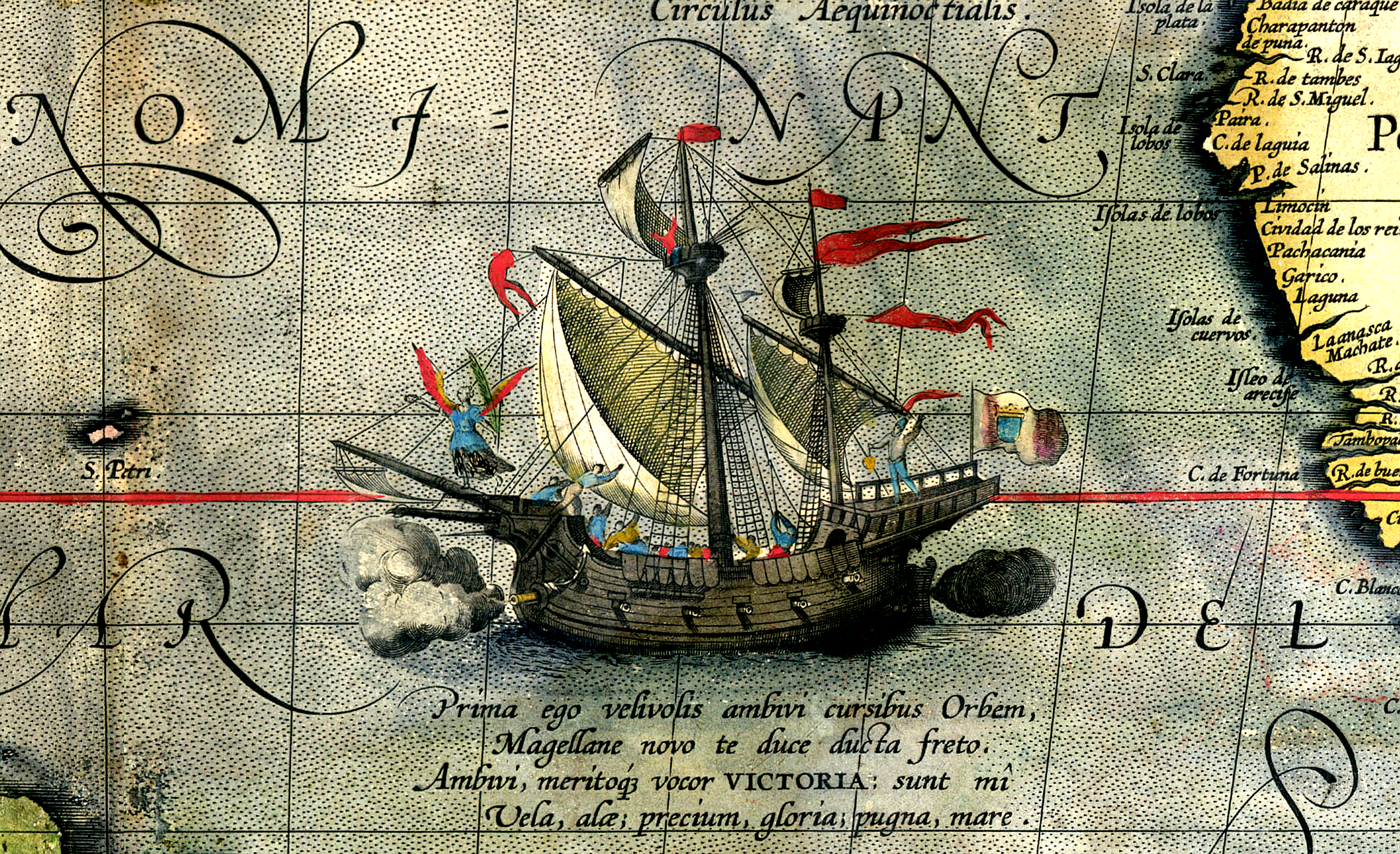
Detall mapa d'Ortelius, any 1590.

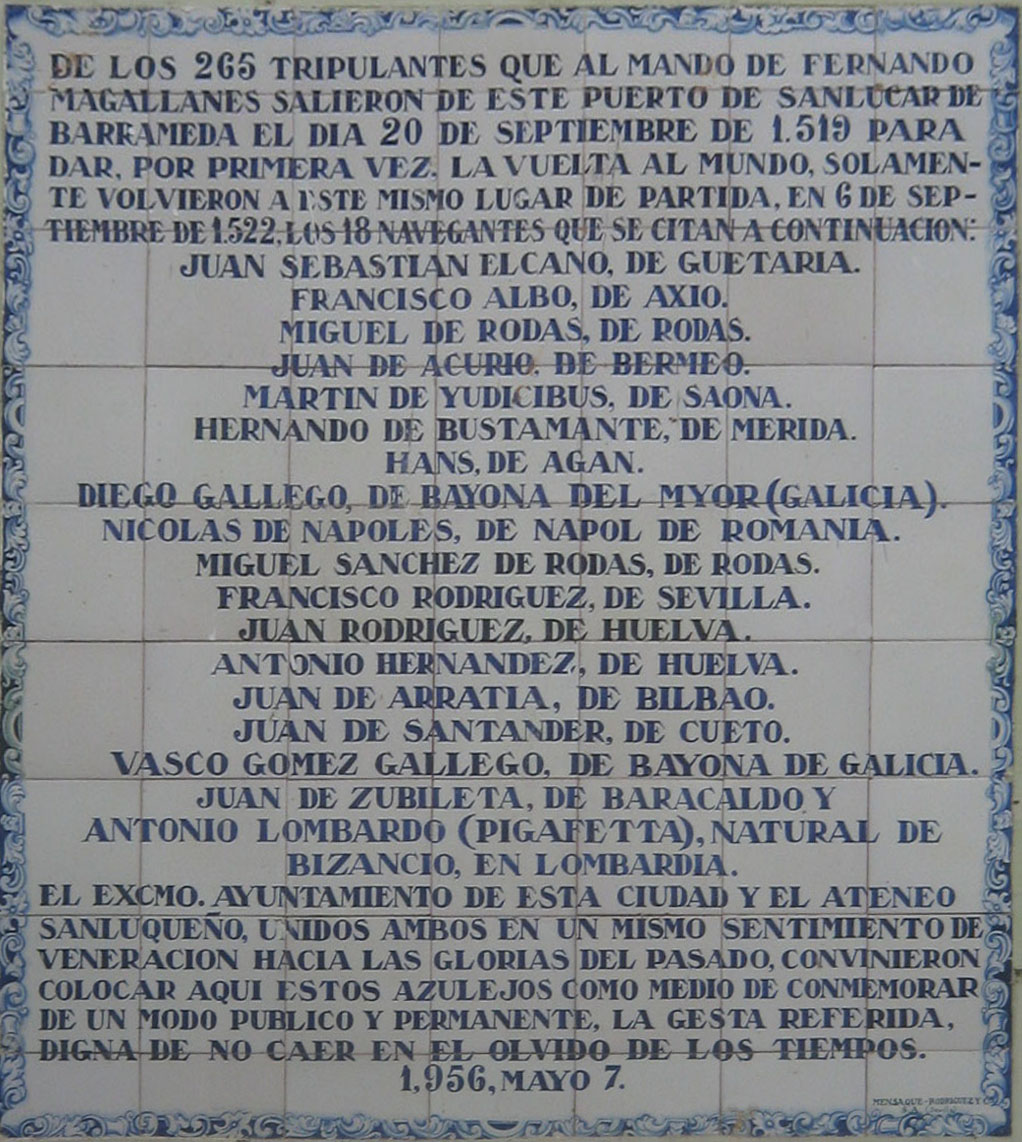
Placa commemorativa dels homes que tornaren a Sanlúcar de Barrameda després de la primera circumnavegació.

Aquests divuit homes van tornar a Sanlúcar en la  Victoria , el 1522, i figuren en el rètol de la façana de l'Ajuntament de Sanlúcar de Barrameda.
| Nom                                          | Càrrec                       |
| -------------------------------------------- | ---------------------------- |
| Juan Sebastián de Elcano, de Getaria         | Capità                       |
| Francisco Albo, d'Axio. Veí de Rodes (Roses) | Pilot                        |
| Miguel de Rodas, de Roses                    | Pilot                        |
| Juan de Acurio , de Bermeo                   | Pilot                        |
| Antonio Lombardo (Pigafetta), de Vicenza     | Cronista i geògraf           |
| Martín de Yudícibus, de Savona               | Mariner                      |
| Hernando de Bustamante, de Mèrida            | Mariner i barber             |
| Nicolás el Grec, de Nàuplia                  | Mariner                      |
| Miguel Sánchez de Rodas, de Roses            | Mariner                      |
| Antonio Hernández Colmenero, de Huelva       | Mariner                      |
| Francisco Rodríguez, portuguès de Sevilla    | Mariner                      |
| Juan Rodríguez de Huelva                     | Mariner, natural de Mallorca |
| Diego Carmena , de Baiona                    | Mariner                      |
| Hans, d'Aquisgrà                             | canoner                      |
| Juan de Arratia, de Bilbao                   | Grumet                       |
| Vasco Gómez Gallego el Portuguès, de Baiona  | Grumet                       |
| Juan de Santandrés, o de Santander, de Cueto | Grumet                       |
| Juan de Zubileta, de Barakaldo               | Patge                        |

Els dotze homes retinguts com a presoners a Cap Verd que tornaren algunes setmanes més tard a Sevilla, via Lisboa:
- Martín Méndez, secretari de la flota;
- Pedro de Tolosa, dispenser;
- Richard de Normandia, fuster;
- Roldán de Argote, artiller;
- Mestre Pedro, supernumerari;
- Juan Martín, supernumerari;
- Simón de Burgos, prebost;
- Felipe de Rodas, mariner;[26]
- Gómez Hernández, mariner;
- Bocacio Alonso, mariner;
- Pedro de Chindurza, mariner;
- Vasquito, grumet.

Els cinc supervivents de la Trinitat que no tornaren a casa fins al 1525-26:
- Gonzalo Gómez de Espinosa, prebost de la flota ("algutzil") ;
- Leone Pancaldo, pilot;
- Juan Rodríguez el Sordo, mariner;
- Ginés de Mafra, mariner;
- Hans Vargue, artiller.

## Reconeixement de la gesta
La primera volta al món s'havia completat, i amb ella es demostrava pràcticament que la Terra era rodona, ja que marxant sempre en la mateixa direcció, s'arribava al punt de partida. L'Emperador Carles V, en rebre a Juan Sebastián Elcano, li va donar per escut un globus amb la llegenda: "Primus circundedisti me".

## Accions posteriors al Pacífic
Més tard Alvaro de Saavedra i Ortiz de Retez descobreixen Nova Guinea; Váez de Torres l'estret que separa Austràlia de Nova Guinea, que des de llavors porta el seu nom; Ruy López de Villalobos explora les Carolines, les Hawaii i les Filipines que serien sotmeses per Legazpi; Toribio de Salazar fa el mateix amb les Carolines i les illes Palau; Quirós descobreix Tahití; Mendaña les illes Marqueses, etc.